# كريستوفر سيمبسون
كريستوفر سيمبسون (بالإنجليزية: Christopher Simpson)‏ هو كاتب أغاني ومغني وممثل بريطاني، ولد في 1975 في جمهورية أيرلندا.

## وصلات خارجية
- كريستوفر سيمبسون على موقع IMDb (الإنجليزية)
- كريستوفر سيمبسون على موقع أول موفي (الإنجليزية)
- كريستوفر سيمبسون على موقع قاعدة بيانات الفيلم (الإنجليزية)